# Paul Dehnicke

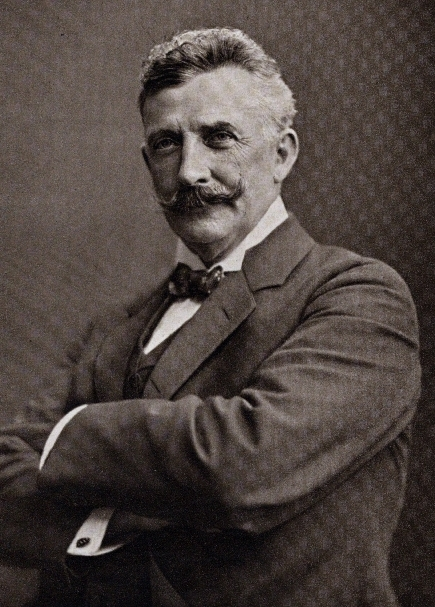
Paul Dehnicke

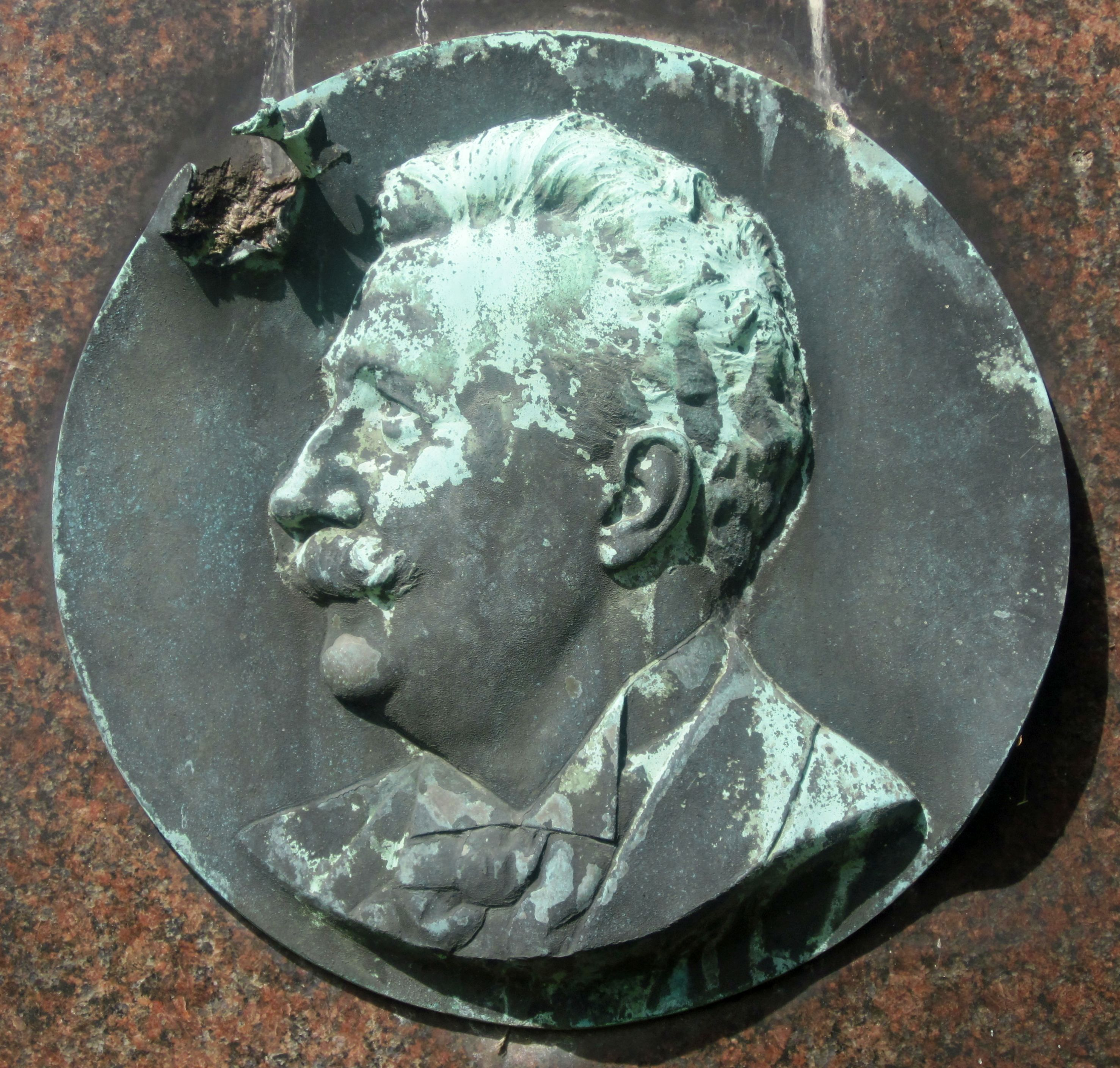
Bronze-Portraitrelief des Schauspielers Paul Dehnicke auf dessen Grabstein in Berlin-Kreuzberg (Künstler Albert Manthe)

Paul Dehnicke (18. Dezember 1839 in Berlin – 24. Februar 1914 ebenda) war ein deutscher Theaterschauspieler.

## Leben
Paul Dehnicke, Sohn des Kaufmanns Albert Dehnicke (27. Februar 1813 – 14. August 1885) und seiner Frau Auguste Dehnicke geb. Humbert-Droz (3. Januar 1816 – 4. Juni 1879), arbeitete zunächst zwei Jahre lang in einer chemischen Fabrik, um danach eine Stelle bei einer Bank anzunehmen.
Da ihm weder das eine noch das andere gefiel, beschloss er Schauspieler zu werden. Seinen ersten Versuch wagte er in Posen. Hierauf schloss er sich einer reisenden Gesellschaft an, mit der er durch Norddeutschland zog.
1862 war er für ein Jahr am herzoglichen Theater in Dessau engagiert, ab 1863 in Berlin am königlichen Schauspielhaus Berlin, wo er als „Bloom“ in Rosenmüller und Finke debütierte. Am Schauspielhaus blieb er 37 Jahre lang bis zu seinem Abschied am 28. Mai 1900. Dehnicke gehörte von 1863 bis 1900 dem Verband des Königlichen Schauspielhauses Berlin an und war als „Darsteller eleganter humoristischer Charaktere und vornehmer Lebemänner“ bekannt. Er war engagiertes Mitglied im Vorstand der Genossenschaft Deutscher Bühnen-Angehöriger.

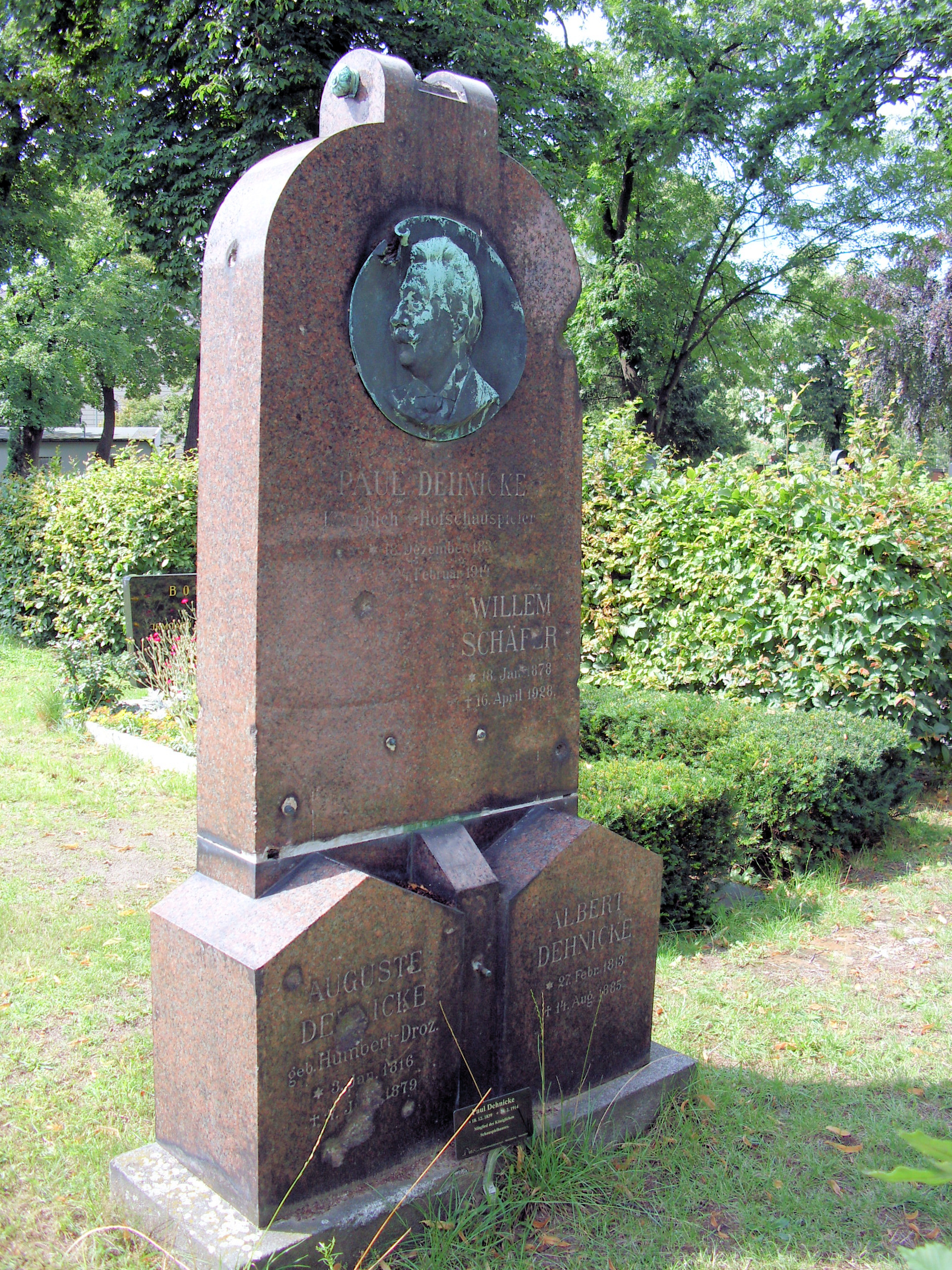
Grab von Paul Dehnicke in Berlin-Kreuzberg

Nach seinem Rücktritt leitete er ein Institut für private Aufführungen.
Nebenher war er zusammen mit Eduard Schmidt-Weißenfels Mitbegründer (als Ritter Adonis) und aktives Mitglied wie Heinrich Oberländer und Albert Manthe des 1865 gegründeten humoristischen Unterhaltungsvereins „Schlaraffia Berolina“, der noch heute existiert.
Nach kurzer Krankheit starb Paul Dehnicke am 24. Februar 1914 im Alter von 74 Jahren in seiner Wohnung in der Berliner Hornstraße. Die Trauerfeier fand am 27. Februar im Burgsaal der „Schlaraffia“ statt, anschließend erfolgte die Beisetzung auf dem Friedhof III der Jerusalems- und Neuen Kirche vor dem Halleschen Tor. Dehnicke ruht dort an der Seite seiner Eltern. An der Vorderseite der Grabstele aus rotbraunem Granit ist ein Bronzemedaillon mit dem Porträt des Toten im Profil angebracht. Geschaffen hat es Albert Manthe.